# توني بينا
توني جي. بينا (بالإنجليزية: Toney G. Penna) ‏(15 يناير 1908 – 6 أغسطس 1995) كان لاعب غولف أمريكي-إيطالي محترفًا، ومصممًا لعصي ومعدات الغولف. حقق أربعة انتصارات في جولة PGA بين عامي 1937 و1947.
اشتهر بينا بابتكاراته في تصميم عصي الغولف، حيث أطلق خطوطًا جديدة من العصي، وكان يحمل أربع براءات اختراع لعصي غولف. تعتبر العديد من هذه العصي اليوم من القطع النادرة لهواة الجمع، ولا يزال بعضها يُنتج حتى الآن. كما كان أول من أدخل الألوان في تصميم العصي وإكسسوارات الغولف، بما في ذلك حقائب الحمل.

## النشأة
وُلد توني بينا في بلدة نينوفيلا الإيطالية، وهاجر مع عائلته إلى الولايات المتحدة في سن مبكرة. بدأ لعب الغولف في سن المراهقة، وعمل في أندية محلية مما أتاح له صقل مهاراته قبل أن يصبح محترفًا.

## المسيرة الاحترافية
انضم بينا إلى جولة PGA في ثلاثينيات القرن العشرين، وفاز بأول بطولة له عام 1937. خلال مسيرته، حقق 4 ألقاب في الجولة، وشارك في العديد من البطولات الكبرى. إلى جانب اللعب، كان مصممًا مبتكرًا لعصي الغولف، إذ أدخل تعديلات على شكل الرأس والوزن والتوزيع لتحسين الأداء.

## الجدول الزمني لأبرز محطات حياته
| السنة       | الحدث                             | ملاحظات                              |
| ----------- | --------------------------------- | ------------------------------------ |
| 1908        | الميلاد في نينوفيلا، إيطاليا      | 15 يناير                             |
| 1937        | الفوز بأول بطولة في جولة PGA      | بداية مسيرته الاحترافية الناجحة      |
| 1947        | تحقيق آخر ألقابه الأربعة في PGA   | استمر بعدها في المنافسة وتصميم العصي |
| 1950s–1960s | إطلاق خطوط جديدة من عصي الغولف    | حصل على 4 براءات اختراع              |
| 1995        | الوفاة في نورث بالم بيتش، فلوريدا | 6 أغسطس                              |

## البطولات والإنجازات

### ألقاب جولة PGA
| السنة | البطولة             | الموقع                                  |
| ----- | ------------------- | --------------------------------------- |
| 1937  | Miami Open          | ميامي، فلوريدا، الولايات المتحدة        |
| 1938  | St. Petersburg Open | سانت بطرسبرغ، فلوريدا، الولايات المتحدة |
| 1946  | Atlanta Open        | أتلانتا، جورجيا، الولايات المتحدة       |
| 1947  | Jacksonville Open   | جاكسونفيل، فلوريدا، الولايات المتحدة    |

## الإرث
يُذكر توني بينا كأحد الشخصيات التي جمعت بين النجاح الرياضي والابتكار الصناعي في الغولف، إذ ترك إرثًا من التصميمات التي غيرت شكل العصي وإكسسوارات اللعبة، ولا يزال اسمه مرتبطًا بجودة التصميم والجرأة في إضافة الألوان.